# Rhabdoblatta adjacens
Rhabdoblatta adjacens är en kackerlacksart som beskrevs av Anisyutkin 2000. Rhabdoblatta adjacens ingår i släktet Rhabdoblatta och familjen jättekackerlackor.
Artens utbredningsområde är Vietnam. Inga underarter finns listade i Catalogue of Life.